# Polen Records
Polen Records es una compañía discográfica independiente con sede en la ciudad de Bogotá, Colombia, fundada en 2006 por el productor musical Felipe Álvarez. El primer álbum producido por la compañía fue Los Días Adelante de la agrupación Bajo Tierra (2006), seguido del EP debut de Bomba Estéreo, Vol.1 y del primer LP de Chocquibtown, Somos Pacífico.
Desde entonces, Polen Records ha publicado importantes lanzamientos de artistas colombianos y sudamericanos. En 2013, la compañía fue nominada en los Premios Grammy Latinos en la categoría de Mejor Álbum de Música Alternativa por Elegancia Tropical de Bomba Estéreo (2012).

## Artistas y lanzamientos
Bajo Tierra
- Los Días Adelante, 2006

Bomba Estéreo
- Vol. 1, 2006
- Estalla, 2008
- Elegancia Tropical, 2012
- Qué bonito, 2014

Bareto
- Impredecible, 2015[6]

Ella Fuksbrauner
- Ink, 2010

Sidestepper
- 15:The Best of 1996-2011, 2011

Mucho Indio
- Mucho Indio, 2011

Mitú
- Potro, 2012
- Balnear, 2014

Crew Peligrosos
- Medayork, 2012

Cero39
- Móntate en el viaje, 2012

Mónica Giraldo
- Que Venga La Vida, 2014

Nortec Collective
- Motel Baja, 2015

Systema Solar
- Rumbo a Tierra, 2016

Rionegro
- Rionegro, 2016